# Gogo Nushi
Gogo Nushi (* 15. Dezember 1913 in Vuno, Albanien; † 9. April 1970) war ein albanischer Politiker der Partei der Arbeit Albaniens.

## Biografie

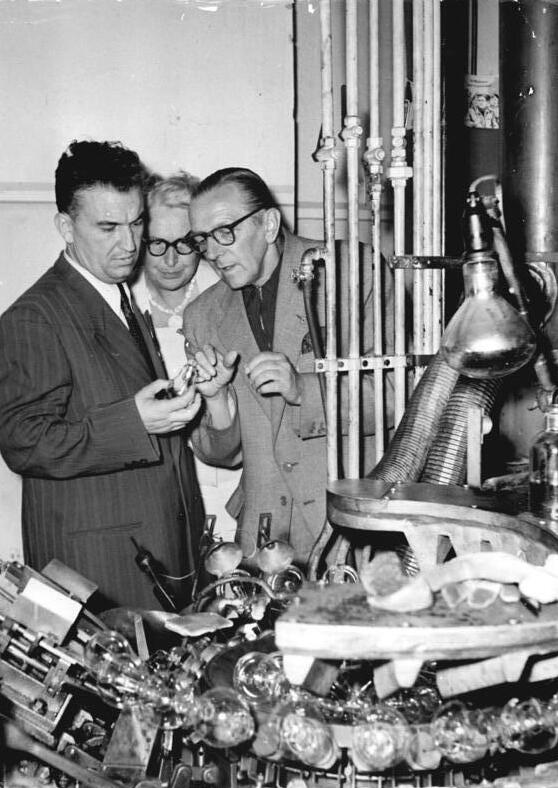
Gogo Nushi (links) beim Besuch einer Glühlampenfabrik in Berlin anlässlich des V. Parteitages der SED 1958

Von 1928 bis 1940 lebte Nushi in Lyon, Frankreich, wohin er mit seinem Vater emigriert war. Als Fabrikarbeiter kam er in Kontakt mit französischen Kommunisten und war in albanischen Organisationen aktiv. Nach seiner Rückkehr nach Albanien gehörte er 1941 zu den Gründern der Kommunistischen Partei Albaniens. Später war er als Partisan im Widerstand gegen die Besatzungsmächte aktiv.
Nushi gehörte dem aus 118 Personen bestehenden Antifaschistischen Rat der nationalen Befreiung und dessen Präsidiums an, der im Mai 1944 vom Kongress von Përmet als Übergangsparlament gewählt wurde und den Kommunisten zur Machtübernahme verhalf. Nach der Gründung der Volksrepublik Albanien am 11. Januar 1946 wurde er Abgeordneter der Volksversammlung (Kuvendi Popullor) und gehörte dieser als Vertreter des Kreises Durrës von der ersten bis zu seinem Tod während der sechsten Wahlperiode 1970 an. Am 15. März 1945 war er bereits Handelsminister der provisorischen Regierung.
Bereits auf dem 1. Parteitag der PPSh im November 1948 wurde er Mitglied des Zentralkomitees (ZK) sowie Mitglied des Politbüros der PPSh gewählt. Nushi war Mitglied dieses obersten Führungsgremiums der Partei bis November 1971. Zugleich war er von 1949 bis 1950 als Vorsitzender der Volksversammlung und damit erstmals Parlamentspräsident sowie von 1949 bis 1951 erstmals Vorsitzender des Generalrates des Gewerkschaftsverbandes BSSH (Bashkimi Sindikal i Shqipërisë).
Am 24. Juli 1953 erfolgte seine Berufung zum Minister für Handel und Kommunikation im Kabinett von Ministerpräsident Enver Hoxha, dessen Vertrauter und Unterstützer er war, und behielt dieses Amt auch in den nachfolgenden Regierungen von Ministerpräsident Mehmet Shehu bis zum 14. Juli 1962. Darüber hinaus war er vom 12. Juli bis 20. Juli 1954 ZK-Sekretär.
Zwischen 1954 und 1956 war er erneut Vorsitzender der Volksversammlung. Danach war er vom 4. Juni 1956 bis zum 21. Juni 1958 Stellvertretender Vorsitzender des Ministerrates.
Später war er Mitglied des Präsidiums der Volksversammlung und damit des kollektiven Staatspräsidiums sowie von 1958 bis zu seinem Tod 1970 erneut Vorsitzender des Generalrates des BSSH. Nachfolger als Vorsitzender des Gewerkschaftsbundes wurde Rita Marko.
Darüber hinaus nahm er Besuche in der Volksrepublik China und der Sowjetunion wahr und führte dort Gespräche mit Leonid Iljitsch Breschnew und anderen über die Krise in den Beziehungen zwischen Albanien und der UdSSR sowie die stärkere Anbindung an die Volksrepublik China.
Zwischen 1980 und 1982 erschienen ausgewählte Werke Nushis postum in drei Bänden unter dem Titel Vepra të zgjedhura in einem Tiraner Verlag. In Fier wurde die Ammoniumnitrat-Fabrik nach ihm benannt.